# نافاريداس
بلدية نافاريداس (بالإسبانية: Navaridas) هي بلدية تقع في مقاطعة ألافا التابعة لإقليم الباسك شمال إسبانيا.

## الديموغرافيا
يبلغ عدد سكان بلدية نافاريداس 213 نسمة عام 2011 (وفقاً للمعهد الوطني للإحصاء الإسباني).
| 227 | 215 | 220 | 210 | 218 | 209 | 213 |